# Stary Dwór (gmina Dobre Miasto)
Stary Dwór (niem. Althof) – wieś w Polsce, położona w województwie warmińsko-mazurskim, w powiecie olsztyńskim, w gminie Dobre Miasto.  Wieś znajduje się w historycznym regionie Warmia.

## Nazwa
12 listopada 1946 r. nadano miejscowości polską nazwę Stary Dwór.

## Historia
W latach 1975–1998 miejscowość należała administracyjnie do województwa olsztyńskiego.